# لودوفيك أسيمواسا
لودوفيك أسيمواسا (18 سبتمبر 1980 في ليون) لاعب كرة قدم توغولي الجنسية فرنسي المولد غير مرتبط بأي نادي حاليا.
شارك مع منتخب توغو في 6 مباريات دولية كان من ضمنها المشاركة في كأس الأمم الأفريقية لكرة القدم 2006 التي أقيمت في مصر وكأس العالم لكرة القدم 2002 التي أقيمت في ألمانيا.
- لودوفيك أسيمواسا على موقع قاعدة بيانات كرة القدم.إي يو (الإنجليزية)
- لودوفيك أسيمواسا على موقع ناشيونال فوتبول تيمز (الإنجليزية)
- لودوفيك أسيمواسا على موقع Soccerway.com (الإنجليزية)
- لودوفيك أسيمواسا على موقع عالم كرة القدم.نت (الإنجليزية)